# Конструктивные способы определения вещественного числа
При конструктивном подходе к определению вещественного числа вещественные числа строят, исходя из рациональных, которые считают заданными. Во всех трёх нижеизложенных способах за основу берутся рациональные числа и конструируются новые объекты, называемые иррациональными числами. В результате пополнения ими множества рациональных чисел, мы получаем множество вещественных чисел.

## Теория фундаментальных последовательностей Кантора
Излагаемый ниже подход к определению вещественных чисел был предложен Г. Кантором в статье, опубликованной в 1872 году. Сходные идеи высказывались Э. Гейне и Ш. Мере.

### Критерий сходимости Коши и его использование Кантором
Исходным пунктом теории Кантора была следующая идея. Всякое вещественное число может быть задано с помощью последовательности рациональных чисел
представляющих приближения к этому вещественному числу с возрастающей степенью точности, то есть сходящейся к этому числу.
Давайте теперь понимать под вещественным числом некоторый объект {\displaystyle \alpha }, определяемый сходящейся последовательностью рациональных чисел {\displaystyle a_{1},a_{2},\ldots }.
Однако здесь скрывается порочный круг. В определении сходящейся последовательности участвует вещественное число, являющееся её пределом — то самое понятие, которое мы хотим определить при помощи сходящихся последовательностей:
{\displaystyle \{a_{n}\}} сходится {\displaystyle \Longleftrightarrow } существует {\displaystyle \alpha \in \mathbb {R} }, такое что {\displaystyle \lim _{n\to \infty }a_{n}=\alpha }
Чтобы не получился порочный круг, необходимо иметь некоторый признак, который позволяет выразить условие сходимости последовательности в терминах её членов, то есть без того чтобы говорить о самом значении предела последовательности.
Ко времени Кантора такой критерий уже был найден. Его в общей форме установил французский математик О. Коши
.
Согласно критерию Коши последовательность {\displaystyle a_{1},a_{2},\ldots } сходится тогда и только тогда, когда
Образно говоря, условие сходимости последовательности в критерии Коши заключается в том, что её члены, начиная с некоторого номера, будут лежать сколь угодно близко друг от друга.
Разумеется, Коши был не в состоянии дать сколько-нибудь строгое обоснование этого критерия вследствие отсутствия теории вещественного числа.
Кантор в определённом смысле поставил все с ног на голову. Он обратил внимание на то, что этот признак сам по себе характеризует внутренние свойства сходящейся последовательности: он может быть сформулирован и проверяем без того чтобы говорить о самом вещественном числе, являющемся пределом этой последовательности. И поэтому этот признак может быть использован для выделения класса последовательностей, при помощи которых можно определять вещественные числа.
Таким образом, основной шаг, который делает Кантор в построении теории вещественного числа заключается в том, что он рассматривает всякую последовательность рациональных чисел {\displaystyle a_{1},a_{2},\ldots }, удовлетворяющую условию Коши как определяющую некоторое (рациональное или иррациональное) вещественное число.
Когда я говорю о числовой величине в обобщённом смысле, это происходит прежде всего в том случае, когда предложена бесконечная последовательность рациональных чисел 
{\displaystyle a_{1},a_{2},\ldots ,a_{n},\ldots }
заданная при помощи некоторого закона и обладающая тем свойством, что разность {\displaystyle a_{n+m}-a_{n}} становится бесконечно малой при возрастании {\displaystyle n}, каково бы ни было целое положительное {\displaystyle m}, или, другими словами, что для произвольно выбранного (положительного рационального) {\displaystyle \varepsilon } существует такое целое число {\displaystyle n}, что {\displaystyle |a_{n+m}-a_{n}|<\varepsilon }, и {\displaystyle m} — любое положительное целое число.Г. Кантор
В современной терминологии последовательность, удовлетворяющая условию Коши, называется последовательностью Коши, или фундаментальной последовательностью.

### Построение теории вещественных чисел по Кантору
Две фундаментальные последовательности {\displaystyle \{a_{n}\}} и {\displaystyle \{b_{n}\}} могут определять одно и то же вещественное число. Это имеет место при условии
Таким образом, на множестве всех фундаментальных последовательностей рациональных чисел устанавливается отношение эквивалентности, и в соответствии с общим принципом все фундаментальные последовательности разбиваются на классы эквивалентности. Смысл этого разбиения таков, что последовательности из одного класса определяют одно и то же вещественное число, а последовательности из разных — разные. Таким образом, существует взаимно однозначное соответствие между вещественными числами, и классами фундаментальных последовательностей рациональных чисел.
Теперь мы можем сформулировать основное определение теории вещественных чисел Кантора.
Определение. Вещественное число есть класс эквивалентности фундаментальных последовательностей рациональных чисел.
Вещественное число (класс эквивалентности), определяемое фундаментальной последовательностью рациональных чисел {\displaystyle \{a_{n}\}} обозначим {\displaystyle [a_{n}]}.
Арифметические действия с вещественными числами вводятся следующим образом. Если даны два вещественных {\displaystyle \alpha } и {\displaystyle \beta }, определённые фундаментальными последовательностями {\displaystyle \{a_{n}\}} и {\displaystyle \{b_{n}\}}, так что
{\displaystyle \alpha =[a_{n}]} и {\displaystyle \beta =[b_{n}]}
то суммой {\displaystyle \alpha } и {\displaystyle \beta } называется вещественное число, определяемое последовательностью {\displaystyle \{a_{n}+b_{n}\}}, то есть класс эквивалентости, содержащий эту последовательность:
Нетрудно проверить, что это определение корректно, то есть не зависит от выбора конкретных последовательностей {\displaystyle \{a_{n}\}} из класса {\displaystyle \alpha } и {\displaystyle \{b_{n}\}} из класса {\displaystyle \beta }.
Аналогично определяются разность, произведение и частное вещественных чисел.
Вещественное число {\displaystyle \alpha =[a_{n}]} по определению больше числа {\displaystyle \beta =[b_{n}]}, то есть {\displaystyle \alpha >\beta }, если
Это определение не зависит от выбора последовательностей {\displaystyle \{a_{n}\}} из класса {\displaystyle \alpha } и {\displaystyle \{b_{n}\}} из класса {\displaystyle \beta }.
Система рациональных чисел включается в систему вещественных чисел посредством дополнительного соглашения, согласно которому последовательность
все члены которой равны одному и тому же рациональному числу {\displaystyle a} определяет это само число, так что {\displaystyle [a]{\overset {\text{def}}{=}}a}. Иначе говоря, всякий класс {\displaystyle [a]}, содержащий стационарную последовательность {\displaystyle a,a,\ldots a,\ldots } отождествляется c числом {\displaystyle a}. Таким образом, сконструированное множество вещественных чисел является расширением множества рациональных.
На этом построение множества вещественных чисел завершено.
Далее, на основе введенных определений можно доказать известные свойства вещественных чисел.

### Полнота множества вещественных чисел
Из определения вытекает, что всякая фундаментальная последовательность рациональных чисел сходится к некоторому вещественному числу. Этот принцип лежал в основе определения вещественного числа. Благодаря ему, множество рациональных чисел пополнилось новыми элементами — иррациональными числами — пределами фундаментальных последовательностей рациональных чисел, которые в старом множестве рациональных чисел предела не имели.
Возникает закономерный вопрос, нельзя ли провести аналогичную процедуру пополнения ещё раз, уже для построенного множества вещественных чисел: образовать фундаментальные последовательности вещественных чисел и пополнить множество вещественных чисел пределами тех из них, которые до этого предела не имели.
Оказывается, это сделать не получится. Всякая фундаментальная последовательность вещественных чисел имеет предел во множестве вещественных чисел. Другими словами, множество вещественных чисел содержит пределы всех фундаментальных последовательностей своих элементов. Это свойство множества вещественных чисел называется полнотой. А само утверждение о сходимости всякой фундаментальной последовательности вещественных чисел составляет основное содержание критерия сходимости Коши, который в теории Кантора является центральной теоремой.
Идея пополнения множества рациональных чисел пределами фундаментальных последовательностей, использованная Кантором для «создания» иррациональных чисел, была позже использована Ф. Хаусдорфом при доказательстве знаменитой теоремы о пополнении метрического пространства.

## Теория бесконечных десятичных дробей
Теория бесконечных десятичных дробей восходит к К. Вейерштрассу. Около 1863 г. он разработал теорию вещественных чисел, которая была опубликована по записям его лекций в 1872 г.. Впрочем, оригинальная версия теории Вейерштрасса несколько отличается от теории бесконечных десятичных дробей, излагаемой в современных учебниках математического анализа (см. ниже Исторический комментарий).

### Рациональные числа и десятичные дроби
Как и в случае теории Кантора, мы предполагаем заданным множество рациональных чисел {\displaystyle \mathbb {Q} }. Известно, что всякое рациональное число {\displaystyle p/q\in \mathbb {Q} } может быть разложено в десятичную дробь, что мы будем записывать в виде:
В случае если процесс разложения остановится после конечного числа шагов, десятичная дробь будет конечной, в противном случае — бесконечной.
Всякую десятичную дробь, конечную или бесконечную, можно рассматривать как формальный ряд вида
где индекс {\displaystyle k} пробегает либо начальный отрезок натурального ряда {\displaystyle 0,1,\ldots ,n}, либо весь натуральный ряд {\displaystyle 0,1,2,\ldots } соответственно. Можно показать, что ряд, полученный при разложении рационального числа {\displaystyle p/q} в десятичную дробь всегда сходится, и его сумма равна данному рациональному числу.
Важным для дальнейшего изложения является тот факт, что если при разложении рационального числа получается бесконечная десятичная дробь, то эта дробь всегда будет периодической.
Таким образом, между рациональными числами и десятичными дробями существует соответствие, при котором каждому рациональному числу соответствует единственная десятичная дробь, но при этом для некоторых дробей (а именно, бесконечных непериодических) нет соответствующего им рационального числа. Естественно предположить, что этим дробям также соответствуют некоторые гипотетические числа, не являющиеся рациональными. Вводя в рассмотрение эти гипотетические числа, которые мы назовем иррациональными, мы как бы заполняем бреши в совокупности всех десятичных дробей.
Таким образом, в основу теории вещественного числа мы кладем предположение (идею), что всякая десятичная дробь является разложением некоторого, рационального или иррационального, вещественного числа {\displaystyle \alpha }:
При этом мы интерпретируем это разложение так же, как и в случае рациональных чисел, то есть считаем что вещественное число {\displaystyle \alpha } есть сумма ряда

### Построение теории бесконечных десятичных дробей
Определение. Вещественное число есть бесконечная десятичная дробь, то есть выражение вида
где {\displaystyle \pm } есть один из символов {\displaystyle +} или {\displaystyle -}, называемый знаком числа, {\displaystyle a_{0}} — целое неотрицательное число, {\displaystyle a_{1},a_{2},\ldots a_{n},\ldots } — последовательность десятичных знаков (то есть элементов числового множества {\displaystyle \{0,1,\ldots 9\}}).
При этом мы считаем по определению, что дроби {\displaystyle +0,00\ldots } и {\displaystyle -0,00\ldots } представляют одно и то же число, а также одно и то же число представляют дроби вида {\displaystyle \pm a_{0},a_{1}\ldots a_{n}999\ldots } и {\displaystyle \pm a_{0},a_{1}\ldots (a_{n}+1)000\ldots ,\;(a_{n}\neq 9)}. Смысл этого соглашения очевиден, поскольку рациональные числа, соответствующие этим дробям совпадают.

Естественно сразу условиться, что периодические бесконечные десятичные дроби представляют соответствующие им рациональные числа. Другими словами, мы отождествляем периодические дроби с рациональными числами. При таком соглашении, множество рациональных чисел является подмножество совокупности всех вещественных чисел.
Ниже приведен набросок построения теории бесконечных десятичных дробей.
Вначале определяется порядок на множестве всех бесконечных десятичных дробей. Делается это на основе последовательного сравнения разрядов чисел от старших к младшим. Например, пусть даны два неотрицательных числа
Пусть {\displaystyle a_{n}} и {\displaystyle b_{n}} — первые несовпадающие знаки в десятичной записи {\displaystyle \alpha } и {\displaystyle \beta }. Тогда если {\displaystyle a_{n}<b_{n}}, то по определению {\displaystyle \alpha <\beta }, а если {\displaystyle a_{n}>b_{n}}, то {\displaystyle \alpha >\beta }. На основе сравнения двух неотрицательных чисел определяется сравнимость любых двух вещественных чисел.
Можно показать, что введенное отношение сравнения {\displaystyle <} задаёт на множестве бесконечных десятичных дробей структуру линейно упорядоченного множества. Также можно показать, что для периодических дробей установленное отношение порядка совпадает с уже существующим отношением сравнимости рациональных чисел.
После введения отношение порядка на множестве бесконечных десятичных дробей доказывается принципиальная для построения теории вещественного числа теорема о точной верхней грани. Эта теорема выражает собой тот факт, что упорядоченная совокупность вещественных чисел обладает свойством непрерывности (полноты) по Дедекинду.
Теперь арифметические операции, уже введенные на подмножестве рациональных чисел, распространяются на все множество вещественных чисел по непрерывности.
Именно, пусть {\displaystyle \alpha } и {\displaystyle \beta } — два вещественных числа. Их суммой называется вещественное число {\displaystyle \alpha +\beta }, удовлетворяющее следующему условию:
Можно показать, что вещественное число, удовлетворяющее этому условию существует и единственно.
Аналогично определяется умножение чисел. Произведением двух положительных вещественных чисел {\displaystyle \alpha } и {\displaystyle \beta } называется вещественное число {\displaystyle \alpha \cdot \beta }, удовлетворяющее следующему условию:
Как и в случае сложения, число удовлетворяющее этому условию существует и единственно. После этого легко определить умножению двух вещественных чисел с произвольными знаками.
Можно проверить, что введенные на множестве вещественных чисел операции сложения и умножения совпадают с операциями сложения и умножения рациональных чисел.
На этом построение теории бесконечных десятичных дробей завершено. Далее используя введенные определения можно доказать известные свойства вещественных чисел, связанные с арифметическими операциями и отношением сравнения.
В заключение отметим, что определив понятие предела последовательности и суммы ряда вещественных чисел, можно доказать предложение, которое анонсировалось при введении понятия вещественного числа. А именно: всякое вещественное число является суммой ряда своего десятичного разложения. То есть если
то
{\displaystyle \alpha =\pm \sum _{k=0}^{\infty }a_{k}\cdot 10^{-k}}

### Исторический комментарий
Как уже было отмечено выше, сам Вейерштрасс рассматривал несколько другую конструкцию.
Изложенная выше теория вещественных чисел может быть кратко определена как теория формальных рядов вида
{\displaystyle \pm \sum _{k=0}^{\infty }a_{k}\cdot 10^{-k}}
где {\displaystyle a_{0}} — целое неотрицательное, а {\displaystyle a_{k},k=1,2,\ldots } — десятичные знаки
Вейерштрасс же рассматривал формальные ряды более общего вида:
{\displaystyle \pm \sum _{n=0}^{\infty }a_{n}\cdot 1/n}
где {\displaystyle a_{n},n=1,2,\ldots } — произвольные целые неотрицательные числа.
Очевидно, что в такой конструкции вещественное число может быть представлено бесконечно многими способами. Кроме того, ясно что далеко не всем таким рядам можно приписать числовое значение. Например, ряд
{\displaystyle \sum _{n=1}^{\infty }1/n}
расходится.
Поэтому Вейерштрасс, во-первых, рассматривает только сходящиеся ряды — он определяет такие ряды как ряды с ограниченными частичными суммами (см. признак сходимости ряда с неотрицательными членами) и, во-вторых, вводит на этом множестве отношение эквивалентности. Вещественное число определяется как класс эквивалентных сходящихся рядов.
Разумеется, способ определения вещественных чисел с помощью десятичных дробей, то есть с помощью разложения не по всем аликвотным дробям (то есть дробям вида {\displaystyle 1/n}), а только по степеням десятки {\displaystyle 1/10^{k}} удобнее, поскольку этим достигается единственность представления вещественного числа в виде ряда. Однако, если мы вернемся к общему способу Вейерштрасса, то станет очевидна аналогия между подходом Вейерштрасса и подходом Кантора. Кантор определял вещественное число как класс эквивалентности сходящихся последовательностей рациональных чисел, причем для определения сходимости последовательности он использовал критерий Коши. Вейерштрасс сделал то же самое, только вместо сходящихся последовательностей он рассматривал сходящиеся ряды, а вместо критерия Коши сходимости последовательности использовал признак сходимости ряда с неотрицательными членами (кстати, эквивалентная теорема о пределе монотонной последовательности носит имя Вейерштрасса).

## Теория сечений в области рациональных чисел
Теория Дедекинда является наиболее простой и исторически первой строгой теорией вещественного числа. В отличие от аналитических подходов Кантора и Вейерштрасса, в основе теории Дедекинда лежат геометрические соображения; отсюда — её наглядность.
Ценность теории Дедекинда заключается в том, что помимо построения вещественных чисел, в ней впервые была выявлена математическая сущность понятия непрерывности — понятия, которое лежит в основе математического анализа и которое до этого веками использовали, ссылаясь на очевидность, либо на соображения геометрического характера.
Теория Дедекинда, построенная в 1858 году, была опубликована в 1872 году в небольшой брошюре «Непрерывность и иррациональные числа» (нем. «Stetigkeit und irrationale Zahlen»). По сей день эта книжка остается одним из лучших по ясности и доступности изложений предмета. Ниже в этой статье мы будем следовать, в основном, за ходом мысли самого Дедекинда.

### Постановка вопроса
Чтобы понять проблему, поставленную Дедекиндом, в общих чертах опишем положение вещей в математическом анализе, имевшее место в то время.
При изложении курса дифференциального исчисления, которое по большей части велось строгими методами, для доказательства некоторых предложений все же приходилось прибегать к геометрической наглядности.
Например, для доказательства теоремы о пределе монотонной последовательности чертили прямую линию, на которой отмечали точки {\displaystyle A_{n}}, изображавшие члены последовательности {\displaystyle a_{n}}. Далее произносились фразы следующего рода: «очевидно», существует точка {\displaystyle A}, к которой точки {\displaystyle A_{n}} неграничено приближаются, или «должна» существовать такая точка, поскольку числовая прямая «непрерывно заполнена точками». Далее, поскольку всякой точке на прямой соответствует некоторое рациональное или иррациональное число, то для соответствующего точке {\displaystyle A} числа {\displaystyle a} имеем: {\displaystyle \lim a_{n}=a}.
Говорят часто, что дифференциальное исчисление занимается непрерывными величинами, однако же нигде не дают определения этой непрерывности, и даже при самом строгом изложении дифференциального исчисления доказательства не основывают на непрерывности, а апеллируют, более или менее сознательно, либо к геометрическим представлениям, либо к представлениям, которые берут своё начало в геометрии, либо, наконец, основывают доказательство на положениях, которые сами никогда не были доказаны чисто арифметическим путём.Р. Дедекинд, «Непрерывность и иррациональные числа»
Необходимость для доказательства чисто арифметического (о числах) предложения привлекать соображения геометрического характера, вызывает определённое чувство неудовлетворения и свидетельствует о «недостатке обоснования арифметики», то есть об отсутствии строгой и полной теории числа. Но даже если допустить возможность геометрической аргументации, возникает другой вопрос: о непрерывности по отношению к точкам самой прямой линии. И, как оказывается, понятие непрерывности прямой линии лишено здесь логического определения.
Исходя из этого анализа, Дедекинд поставил следующие две задачи:
1. Найти логическую формулировку основного свойства прямой линии, которое заключено в наших наглядных представлениях о «непрерывной заполненности прямой точками»
2. Построить строгую чисто арифметическую теорию числа, так чтобы те свойства системы чисел, для обоснования которых ранее прибегали к наглядным геометрическим представлениям, теперь вытекали из общего определения числа

### Сравнение рациональных чисел с точками прямой линии
Дедекинд исходит из множества рациональных чисел {\displaystyle \mathbb {Q} }, свойства которого предполагаются известными. Систему рациональных чисел он сопоставляет с совокупностью точек прямой линии {\displaystyle \mathbb {L} }, с тем чтобы выявить свойства последней.
Рациональные числа {\displaystyle \mathbb {Q} } образуют совокупность, на которой заданы арифметические операции сложения и умножения, обладающие определёнными свойствами. Но для дальнейшего изложения крайне важным является тот факт, что совокупность {\displaystyle \mathbb {Q} } линейно упорядочена: для любых двух различных чисел {\displaystyle a} и {\displaystyle b} можно сказать, что одно из них меньше другого.
Совокупность точек прямой линии {\displaystyle \mathbb {L} } также является линейно упорядоченным множеством. Отношение порядка между двумя точками {\displaystyle p} и {\displaystyle q} здесь выражается в том, что одна точка {\displaystyle p} лежит левее другой {\displaystyle q}.
Это сходство между рациональными числами и точками прямой можно развить, установив соответствие между ними. Как известно, для этого на прямой выбирают определённую начальную точку, определённую единицу длины для измерения отрезков, а также положительное направление. Для каждого {\displaystyle a\in \mathbb {Q} } можно построить соответствующую длину, и, отложив её от начальной точки вправо или влево, смотря по тому, положительно число {\displaystyle a}, или нет, мы получим определённую точку {\displaystyle p\in \mathbb {L} }, соответствующую рациональному числу {\displaystyle a}.
Таким образом, каждому рациональному числу {\displaystyle a\in \mathbb {Q} } можно поставить в соответствие определённую точку {\displaystyle p\in \mathbb {L} }. При этом разным числам будут соответствовать разные точки. Более того, если число {\displaystyle a} меньше {\displaystyle b}, то точка {\displaystyle p}, соответствующая {\displaystyle a}, будет лежать влево от точки {\displaystyle q}, соответствующей {\displaystyle b}. Другими словами, установленное соотношение сохраняет порядок.

### Непрерывность прямой линии
Вместе с тем оказывается, что на прямой {\displaystyle \mathbb {L} } имеется бесконечно много точек, которые не соответствуют никакому рациональному числу. Это следует из существования несоизмеримых отрезков, что было известно ещё древним (например, несоизмеримость диагонали и стороны квадрата, то есть иррациональность {\displaystyle {\sqrt {2}}}).
Образно говоря, прямая {\displaystyle \mathbb {L} } более плотно заполнена точками, чем совокупность рациональных чисел {\displaystyle \mathbb {Q} } — числами. Мы видим, что во множестве рациональных чисел есть пустоты, пробелы, соответствующие тем точкам прямой, для которых не нашлось соответствующего рационального числа, в то время про прямую мы говорим, что она «непрерывно заполнена точками».
Предыдущее сравнение области рациональных чисел с прямой привело к открытию в первой изъянов (Lückenhaftigkeit), неполноты, или разрывности, между тем как прямой мы приписываем полноту, отсутствие пробелов, непрерывность.Р. Дедекинд, «Непрерывность и иррациональные числа»
В чём же, собственно, состоит эта непрерывность? Как это свойство прямой выразить математически?
Дедекинд делает следующее наблюдение. Если {\displaystyle p} есть определённая точка прямой, то все точки прямой распадаются на два класса: те, что расположены левее {\displaystyle p}, и те, что расположены правее {\displaystyle p}; сама же точка {\displaystyle p} может быть произвольно отнесена либо к первому, либо ко второму классу. Вместе с тем для точек прямой имеет место обратный принцип:
Если точки прямой распадаются на два класса такого рода, что каждая точка первого класса лежит влево от каждой точки второго класса, то существует одна и только одна точка, которая производит это разделение прямой на два класса, это рассечение прямой на два куска.Р. Дедекинд, «Непрерывность и иррациональные числа»
Геометрически это предложение представляется очевидным, однако доказать его мы не в состоянии. Дедекинд указывает, что в действительности этот принцип является ни чем иным как постулатом, в котором выражена сущность свойства непрерывности прямой линии. Принимая его, мы приписываем прямой линии то свойство, которые называем её непрерывностью.
Принятие этого свойства прямой линии есть не что иное, как аксиома, посредством которой мы только и признаем за прямой её непрерывность, мысленно вкладываем непрерывность в прямую.Р. Дедекинд, «Непрерывность и иррациональные числа»
Поясним содержание и геометрическую интерпретацию принципа Дедекинда. Представим, что все точки прямой покрашены в два цвета — зелёный и красный, так что каждая точка зелёного цвета лежит левее каждой точки красного цвета.

Геометрически очевидно, должна существовать такая точка прямой, в которой краски приходят в соприкосновение. Эта точка и производит «разделение прямой на два класса»: все точки зелёного цвета лежат слева от неё, а все точки красного цвета — справа. В этом и заключается принцип Дедекинда.

Существует последняя зелёная точка, но нет первой красной

Существует первая красная точка, но нет последней зелёной

При этом сама точка «стыка цветов» также должна быть определённого цвета, поскольку по условию закрашены все без исключения точки прямой. Эта точка должна быть либо зелёного цвета, являясь в этом случае последней зелёной точкой, либо красного цвета — при этом являясь первой красной точкой. Как нетрудно видеть, эти два варианта исключают друг друга: в первом случае не существует первой красной точки — существуют красные точки сколь угодно близкие к месту стыка, но первой среди них нет, а во втором случае по аналогичным причинам нет последней зелёной точки.

Скачок: одновременно существуют последняя зелёная и первая красная точки

Пробел: не существует ни последней зелёной, ни последней красной точек

Теперь обратим внимание на то, какие логические возможности, могущие иметь место теоретически, мы исключили, апеллируя к геометрической наглядности. Нетрудно видеть, что их всего две: во-первых, могло бы случиться, что одновременно существуют и последняя зелёная и первая красная точка; во-вторых, могло бы случиться, что нет ни последней зелёной, ни первой красной точек.
Про первую ситуацию говорят, что имеет место скачок. Такая картина возможна для прямой, из которой выброшен целый интервал промежуточных точек.
Для описания второй ситуации используют термин пробел. Такая картина может иметь место для прямой, из которой удалили целый отрезок, включая его концы — в частности, если удалили единственную точку.
Таким образом, непрерывность прямой означает, что в ней нет ни скачков, ни пробелов — короче, нет пустот.
Замечательно, что приведённое выше определение непрерывности применимо к любой упорядоченной совокупности элементов.

### Непрерывность по Дедекинду
Дадим теперь точную формулировку непрерывности по Дедекинду, применимую к произвольному линейно упорядоченному множеству.
Определение. Пусть {\displaystyle {\mathsf {L}}} — линейно упорядоченное множество. Упорядоченная пара множеств {\displaystyle A} и {\displaystyle A'} называется сечением в {\displaystyle {\mathsf {L}}}, а сами множества {\displaystyle A} и {\displaystyle A'} — соответственно нижним и верхним классами данного сечения, если удовлетворены следующие условия:
1. Классы непусты:
{\displaystyle A\neq \varnothing ,A'\neq \varnothing }
2. Каждый элемент {\displaystyle {\mathsf {L}}} принадлежит по крайней мере одному из классов
{\displaystyle A\cup A'={\mathsf {L}}}
3. Каждый элемент нижнего класса меньше любого элемента верхнего класса:
{\displaystyle \forall a\in A,\forall a'\in A'\;(a<a')}
Сечение мы будем обозначать {\displaystyle A|A'}.
Определение. Линейно упорядоченное множество {\displaystyle {\mathsf {L}}} называется непрерывным (по Дедекинду), если каково бы ни было его сечение, либо в нижнем классе сечения существует наибольший элемент, а в верхнем нет наименьшего; либо в верхнем классе существует наименьший элемент, а в нижнем нет наибольшего (такие сечения называются дедекиндовыми).
В качестве примера рассмотрим множество рациональных чисел. Легко видеть, что в нём не может быть скачков: если {\displaystyle a} — максимальный элемент нижнего класса, {\displaystyle b} — минимальный элемент верхнего класса, то число {\displaystyle (a+b)/2}, лежащее посередине между {\displaystyle a} и {\displaystyle b}, не может принадлежать ни нижнему, ни верхнему классу, что противоречит определению сечения.
Вместе с тем, в множестве рациональных чисел есть пробелы — как раз на тех местах, где должны находиться иррациональные числа. Рассмотрим, например, сечение {\displaystyle A|A'}, определяемое множествами
{\displaystyle A=\{x\in \mathbb {Q} :x\leq 0\lor (x>0\land x^{2}<2)\},A'=\{x\in \mathbb {Q} :x>0\land x^{2}>2\}}
Нетрудно видеть, что это действительно сечение, однако в нижнем классе нет максимального элемента, а в верхнем нет минимального. То есть имеем пробел.

### Конструирование иррациональных чисел
Таким образом, совокупность рациональных чисел, в отличие от прямой линии, не является непрерывной: в ней есть пробелы. В свете всего вышеизложенного становится ясно, что для построения множества действительных чисел, элементы которого ассоциируются с точками прямой линии, необходимо заполнить все пустые места, имеющиеся в совокупности рациональных чисел.
Для всякого сечения {\displaystyle A|A'} множества рациональных типа пробел мы присоединяем к совокупности {\displaystyle \mathbb {Q} } новый элемент (иррациональное число) {\displaystyle \alpha }, который по определению больше всякого числа {\displaystyle a} из нижнего класса, и меньше всякого числа {\displaystyle a'} из верхнего класса. Тем самым мы заполняем пустое место между классами сечения. Мы будем говорить, что сечение {\displaystyle A|A'} определяет иррациональное число {\displaystyle \alpha }, или же, что иррациональное число {\displaystyle \alpha } производит сечение {\displaystyle A|A'}.
Объединяя все возможные случаи, мы можем сказать, что всякое сечение в области рациональных чисел определяет некоторое рациональное или иррациональное число, которое это сечение производит.
Определение. Иррациональным числом называется всякое сечение в множестве рациональных чисел, в нижнем классе которого нет наибольшего элемента, а в верхнем нет наименьшего.
Определение. Множеством вещественных чисел называется объединение множеств рациональных и иррациональных чисел. Всякий элемент множества вещественных чисел называется вещественным числом.
Множество вещественных чисел, как нетрудно видеть, линейно упорядочено по введенному отношению порядка. Принципиальное значение имеет следующий факт.
Теорема. Множество вещественных чисел непрерывно по Дедекинду.
Это предложение не вытекает автоматически из определения иррациональных чисел, которыми заполнялись пробелы в совокупности рациональных. Оно требует доказательства.
Операции сложения и умножения вводятся на множестве вещественных чисел по непрерывности (точно также как и в теории бесконечных десятичных дробей). Именно, суммой двух вещественных чисел {\displaystyle \alpha } и {\displaystyle \beta } называется вещественое число {\displaystyle \gamma }, удовлетворяющее следующему условию:
{\displaystyle \forall a,a',b,b'\;(a\leqslant \alpha \leqslant a')\land (b\leqslant \beta \leqslant b')\Rightarrow (a+b\leqslant \gamma \leqslant a'+b')}
Из непрерывности вещественных чисел следует, что такое вещественное число {\displaystyle \gamma } существует и единственно. Кроме того, если {\displaystyle \alpha } и {\displaystyle \beta } — рациональные числа, то это определение совпадает с обычным определением суммы двух рациональных чисел. Аналогично вводится умножение и доказываются свойства операций и отношения порядка.

### Использованная литература
- Арнольд В. И. Теоретическая арифметика. — М.: УЧПЕДГИЗ, 1938.

- Бурбаки Н. Очерки по истории математики / пер. с франц. И. Г. Башмаковой под ред. К. А. Рыбникова. — М.: Издательство иностранной литературы, 1963.

- Гильберт Д. Основания геометрии = Grundlagen der Geometrie / пер. с 7-го немецкого издания И. С. Градштейна под ред. П. К. Рашевского. — М.—Л.: Государственное издательство технико-теоретической литературы, 1948.

- Даан-Дальмедико А., Пейффер Ж. Пути и лабиринты. Очерки по истории математики. — Пер. с франц.. — М.: МИР, 1986. — 432 с.

- Дедекинд Р. Непрерывность и иррациональные числа = Stetigkeit und irrationale Zahlen. — 4-е исправленное издание. — Одесса: Mathesis, 1923. — 44 с.

- Зорич В. А. Математический анализ. Часть I. — 4-е изд., испр.. — М.: МЦНМО, 2002. — XVI+664 с. — ISBN 5-94057-056-9.

- Ильин В. А., Познак Э. Г. Основы математического анализа: В 2-х ч. Часть I. — 7-е изд.. — М.: ФИЗМАТЛИТ, 2005. — 648 с. — ISBN 5-9221-0536-1.

- История математики с древнейших времен до начала XIX столетия. В трёх томах / под ред. Юшкевича. — М.: НАУКА, 1970. — Т. 1.

- Кантор Г. Труды по теории множеств / под ред. А. Н. Колмогоров, Ф. А. Медведев, А. П. Юшкевич,. — М.: НАУКА, 1985. — (Классики науки).

- Кудрявцев Л. Д. Курс математического анализа. — 5-е изд. — М.: «Дрофа», 2003. — Т. 1. — 704 с. — ISBN 5-7107-4119-1.

- Рид К. Гильберт / пер. с англ. И. В. Долгачева под ред. Р. В. Гамкрелидзе. — М.: НАУКА, 1977.

- Рыбников К. А. История математики. — М.: Издательство Московского университета, 1963. — Т. 2.

- Тер-Крикоров А. М., Шабунин М. И. Курс математического анализа. — 3-е изд., исправл.. — М.: ФИЗМАТЛИТ, 2001. — 672 с. — ISBN 5-9221-0008-4.

- Фихтенгольц Г. М. Основы математического анализа. — 7-е изд. — М.: ФИЗМАТЛИТ, 2002. — Т. 1. — 416 с. — ISBN 5-9221-0196-X.

### Рекомендуемая литература
- Даан-Дальмедико А., Пейффер Ж. Пути и лабиринты. Очерки по истории математики.
- История математики с древнейших времен до начала XIX столетия. В трёх томах / под ред. Юшкевича. — Т. 1.
- Арнольд В. И. Теоретическая арифметика.
- Дедекинд Р. Непрерывность и иррациональные числа = Stetigkeit und irrationale Zahlen. — 44 с.
- Фихтенгольц Г. М. Основы математического анализа.
- Тер-Крикоров А. М., Шабунин М. И. Курс математического анализа.
- Ильин В. А., Познак Э. Г. Основы математического анализа: В 2-х ч. Часть I.